# Makapan
Makapan (ou Mokopane) était un chef tribal ndébélé du XIXe siècle vivant en Afrique du Sud. 

## Un chef tribal ndébélé
Chef de la tribu ndébélé des Tlous dans le nord Transvaal, Makapan avait aussi le rang de sorcier sangoma et de faiseur de pluie. 
En septembre 1854, il réclama à ses guerriers les intestins d'un grand chasseur blanc afin de préparer une mixture médicinale pour les chasseurs de la tribu.  En septembre, il dirigea lui-même l'attaque contre 23 Boers à Moorddrift alors que ceux-ci participaient à une expédition de chasse. Il fit tuer les femmes, les enfants et les hommes à l'exception de leur chef, Hermanus Potgieter qu'il fait plus tard écorcher vif. 
Hermanus Potgieter était le frère du chef voortrekker Hendrik Potgieter et l'oncle de Piet Potgieter, un responsable de district.

## Le siège de Makapan

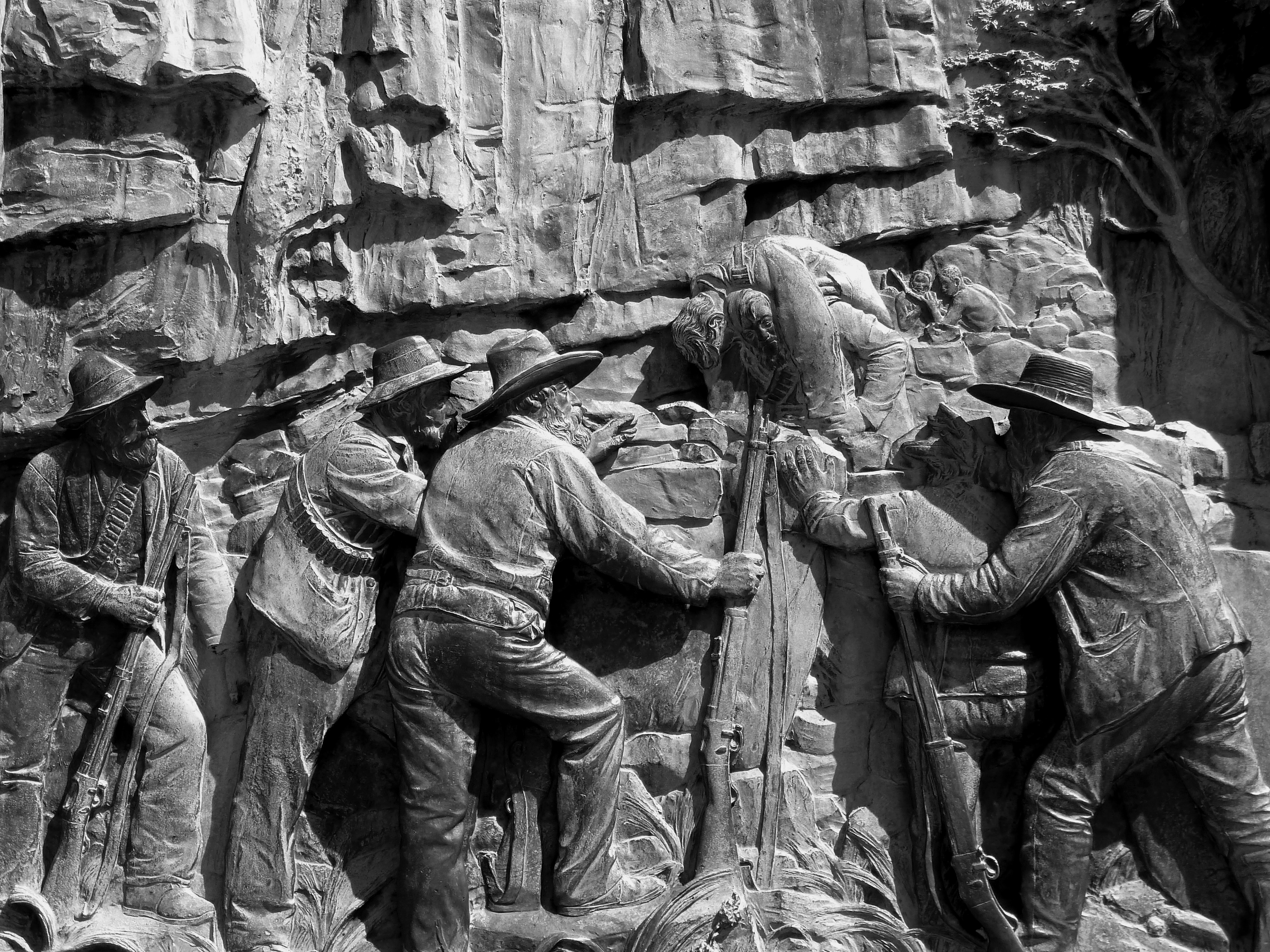
Le siège de Makapan décrit sur l'un des panneaux de la statue de Paul Kruger à Pretoria

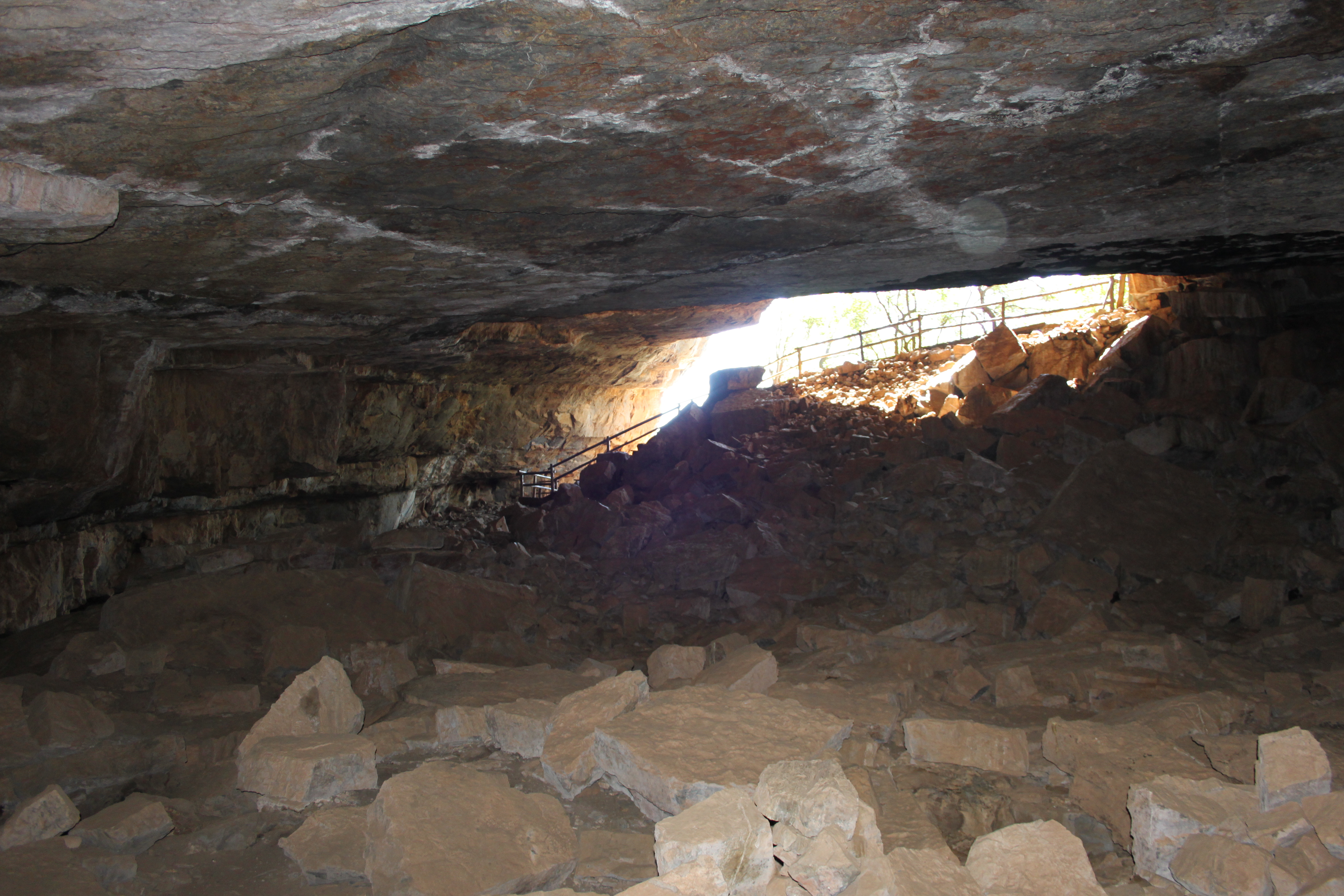
la grotte de Makapan

Les Boers de la région furent appelés pour former alors des commandos sous le commandement de Marthinus Wessel Pretorius et de Piet Potgieter. Ils pourchassèrent Makapan et 3000 de ses hommes. Réfugiés dans une grotte, ces derniers furent assiégés du 25 octobre au 21 novembre 1854. Plus de 700 des hommes de Makapan furent tués alors qu'ils tentaient de s'extraire de la grotte. Piet Potgieter fut lui-même tué alors qu'il dirigeait un assaut. Son corps fut extrait des lieux par le jeune Paul Kruger, le jeune commandant du district de Rustenburg. Au bout de presque 30 jours de siège, les ndébélés rendirent les armes. Les Boers pénétrèrent alors dans la grotte où ils découvrirent les corps de plus de 1 500 guerriers de Makapan, morts de soif et de faim. Durant le siège, le chef Tlou et plusieurs de ses hommes étaient ainsi parvenus à prendre la fuite à la faveur de l'obscurité de la nuit.

## Commémoration
La grotte de Makapan devint un monument national en 1936. En juillet 1945, des jeunes étudiants menés par Phillip Tobias explorèrent différentes grottes du site et y trouvèrent des squelettes d'animaux dont une mâchoire inférieure d'un grand cheval fossilisé. En 1947 y est découvert des restes d'australopithèques. Un programme plus vaste de fouille systématique y est dès lors organisé. Le site, contenant de nombreuses cavités et autant de fossiles, fut inscrit en 1999 au patrimoine mondial de l'Unesco et demeure un chantier de fouilles.
En 2002, le nom de Makapan est donné à la ville de Potgietersrus par les autorités provinciales (ANC) de la province du Limpopo.